# En teori om rättvisa
En teori om rättvisa (originaltitel: A Theory of Justice) är en facklitterär bok i ämnet politisk filosofi från 1971 av den amerikanske filosofen John Rawls.

## Syfte
Rawls målsättning med boken är att komma fram till principer som ska ligga till grund för ordnandet av ett samhälles grundstruktur (dess ekonomiska och politiska institutioner). Dessa principer ska vara sådana att de står i överensstämmelse med och kan förklara samhällets moraliska institutioner, ett läge som Rawls benämner "reflektivt ekvilibrium". I boken vänder sig Rawls kraftigt mot utilitarismen, som då var den dominerande moralfilosofiska läran inom analytisk filosofi, eftersom han menar att utilitarismen inte tillmäter personer den integritet och det egenvärde vi känner att en moralfilosofi bör tillerkänna dem. Istället försöker Rawls bygga en politisk filosofi inspirerad av Kant, som menade att vi bör behandla människor som mål och aldrig enbart som medel.

## Teori
Rawls tänker sig principerna för grundstrukturens ordnande i form av ett samhällskontrakt, som ska upprättas av parter i en ursprungsposition (som är den teoretiska motsvarigheten till tidigare kontraktsteoriers naturtillstånd), där parterna befinner sig bakom en "okunnighetens slöja": de känner inte till några fakta om sig själva som individer, som till exempel sin samhällsklass, sina politiska värderingar, sin religiösa tillhörighet, sina psykologiska böjelser osv. (De känner dock till grundläggande fakta om människor och mänskliga samhällen i allmänhet.) Rawls menar att parterna bakom okunnighetens slöja, som han antar drivs av egenintresse, skulle enas om två principer:
- Frihetsprincipen: varje medborgare i samhället ska tillerkännas så omfattande grundläggande fri- och rättigheter som går att förena med att samma fri- och rättigheter tillerkänns alla andra.
- Differensprincipen: skillnader i inkomst och andra grundläggande nyttigheter ska ordnas så att tillgångarna för de sämst ställda maximeras.

Frihetsprincipen är "lexikaliskt" överordnad differensprincipen, dvs. att samhället först måste maximalt tillfredsställa frihetsprincipen innan differensprincipen kan tillfredsställas. Med andra ord kan ett samhälle aldrig motivera inskränkningar i medborgerliga fri- och rättigheter med att de är nödvändiga för att upprätthålla en rättvis inkomstfördelning. Det är dock viktigt att notera att Rawls förmodligen tänker sig att det är fullt möjligt att maximalt tillfredsställa frihetsprincipen, till exempel genom ett system av konstitutionellt skyddade mänskliga fri- och rättigheter liknande dem som finns i de flesta västerländska demokratier.
Det kan verka som om differensprincipen skulle leda till en jämlik fördelning av alla resurser, men det är inte så Rawls ser det. Det kan till exempel vara nödvändigt att tillåta inkomstskillnader för att motivera människor att utbilda sig eller arbeta hårdare. Detta kan leda till att samhällets totala inkomst växer, så att det finns mer att fördela till dem som har det allra sämst ställt. Istället skulle förmodligen en socialliberal välfärdsstat, där medborgarnas fri- och rättigheter respekteras och som styrs på demokratisk väg, vara det som närmast kommer ifråga.

## Inflytande
Rawls verk har haft ett mycket stort inflytande på politisk filosofi sedan det först publicerades, och kan faktiskt sägas ha legat bakom det uppsving för moralfilosofi som ägde rum på 1970-talet. Många av samtidens ledande politiska filosofer har utformat sina teorier som svar på eller under inflytande av Rawls filosofi, däribland Robert Nozick och Ronald Dworkin.